# Huế (ciudad de provincia)
Huế es una ciudad situada en el centro de Vietnam. Como uno de los seis municipios bajo control directo del país, está bajo la administración del gobierno central. Tiene aproximadamente 1.236.393 habitantes. Fue la capital del país asiático hasta 1945. Es muy conocida por su patrimonio arquitectónico, cuyo Complejo de monumentos de Huế fue declarado Patrimonio de la Humanidad por la Unesco en el año 1993. 
Antigua capital imperial donde la extensión y el estilo de su ciudad imperial eran similares a la Ciudad Prohibida de Pekín. En la actualidad es una ciudad llena de vida, recorrida por el río Sông Hương o río Perfume.

## Historia

### Señores de Nguyễn
Hue se levantó originalmente a la prominencia como la capital de los señores de Nguyễn, una dinastía feudal que dominó gran parte del sur de Vietnam desde el siglo XVII hasta el siglo XIX. En 1775, cuando señor Trịnh Trịnh Sâm lo capturó, se conoce como Phú Xuân.

### Dinastía de Nguyễn
En 1802, Nguyễn Phúc Ánh (más tarde el emperador Gia Long) tuvo éxito en establecer su control sobre la totalidad de Vietnam, con lo que Huế fue la capital nacional.[1]
Minh Mạng (r.1820-1840) fue el segundo emperador de la dinastía Nguyễn, en el reinando del 14 de febrero de 1820 (en su 29 cumpleaños) hasta su muerte, el 20 de enero de 1841. Era el hijo menor del emperador Gia Long, cuyo su hijo mayor, el Príncipe de la Corona Cảnh, había muerto en 1801. Minh era bien conocido por su oposición a la intervención francesa en Vietnam, y por su ortodoxia confuciana rígida.
Huế fue la capital del país hasta el año 1945, cuando el emperador Bảo Đại abdicó y un gobierno comunista DRV se estableció con su capital en Hà Nội (Hanói), en el norte.[2]

### Estado/República de Vietnam
Mientras Bảo Đại fue proclamado brevemente como "Jefe de Estado" con la ayuda de los colonialistas franceses que regresaron en 1949 (aunque no con el reconocimiento de los comunistas o la aceptación plena del pueblo vietnamita), su nueva capital era Saigón.

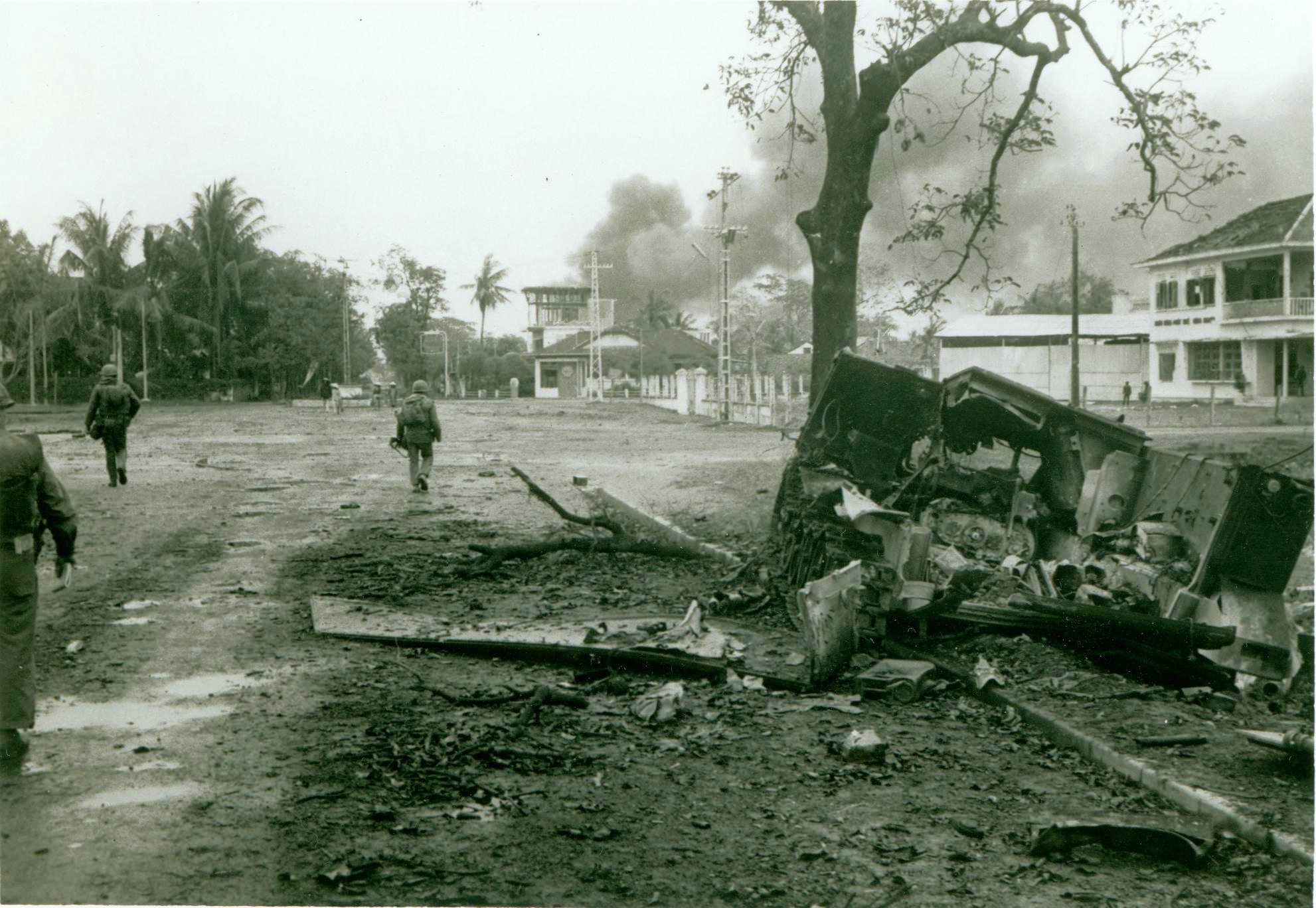
US Marines moviéndose a través de Huế en 1968.

Durante la República de Vietnam, la ubicación central de Huể estuvo muy cerca de la frontera entre el norte y el sur que la puso en una posición vulnerable en la Guerra de Vietnam. En la ofensiva del Tet de 1968, durante la Batalla de Huế, la ciudad sufrió daños considerables no solo en sus edificios, sino también en su reputación, debido a una combinación del bombardeo de edificios históricos de los militares estadounidenses en poder de los vietnamitas del norte y de la matanzas de Hué cometida por las fuerzas comunistas.

### República socialista de Vietnam
Después de la conclusión de la guerra, muchas de las características históricas de Huế se olvidaron porque los que fueron vistos por el régimen comunista victorioso y algunos otros vietnamitas como "reliquias del régimen feudal"; la doctrina del Partido Comunista de Vietnam describió oficialmente la dinastía Nguyếen como "feudal" y "reaccionaria". Con los cambios políticos y el Doi Moi de los 80, muchas áreas históricas de la ciudad están siendo restauradas.
En reconocimiento al rápido desarrollo de Huế, la ciudad se convertirá en el sexto municipio de gobierno central de Vietnam en 2025. Como parte de este proceso, Huế anexará el resto de la provincia de Thừa Thiên Huế para agilizar la administración.

## Geografía
| Climograma de Huế | Climograma de Huế | Climograma de Huế | Climograma de Huế | Climograma de Huế | Climograma de Huế | Climograma de Huế | Climograma de Huế | Climograma de Huế | Climograma de Huế | Climograma de Huế | Climograma de Huế |
| --- | ----------------- | ----------------- | ----------------- | ----------------- | ----------------- | ----------------- | ----------------- | ----------------- | ----------------- | ----------------- | ----------------- |
| E | F                 | M                 | A                 | M                 | J                 | J                 | A                 | S                 | O                 | N                 | D                 |
| 181 24 21 | 91 25 21          | 68 27 23          | 62 31 26          | 93 33 28          | 97 34 29          | 53 34 29          | 148 34 28         | 469 31 26         | 706 29 25         | 655 26 23         | 391 23 21         |
| temperaturas en °C • totales de precipitación en mm |                   |                   |                   |                   |                   |                   |                   |                   |                   |                   |                   |
| Conversión sistema imperial\| E \| F \| M \| A \| M \| J \| J \| A \| S \| O \| N \| D \| \| 7.1 75 70 \| 3.6 77 70 \| 2.7 81 73 \| 2.4 88 79 \| 3.7 91 82 \| 3.8 93 84 \| 2.1 93 84 \| 5.8 93 82 \| 18 88 79 \| 28 84 77 \| 26 79 73 \| 15 73 70 \| \| temperaturas en °F • totales de precipitación en pulgadas \| \| \| \| \| \| \| \| \| \| \| \| |                   |                   |                   |                   |                   |                   |                   |                   |                   |                   |                   |
| E | F                 | M                 | A                 | M                 | J                 | J                 | A                 | S                 | O                 | N                 | D                 |
| 7.1 75 70 | 3.6 77 70         | 2.7 81 73         | 2.4 88 79         | 3.7 91 82         | 3.8 93 84         | 2.1 93 84         | 5.8 93 82         | 18 88 79          | 28 84 77          | 26 79 73          | 15 73 70          |
| temperaturas en °F • totales de precipitación en pulgadas |                   |                   |                   |                   |                   |                   |                   |                   |                   |                   |                   |

La ciudad se encuentra en la parte central de Vietnam a orillas del Sông Hương, a pocos kilómetros del mar de la China meridional. Se encuentra 540 km. al sur de la capital, Hanói y a unos 644 km al norte de la mayor ciudad del país Ciudad Ho Chi Minh, antes conocida como Saigón.

## Imágenes

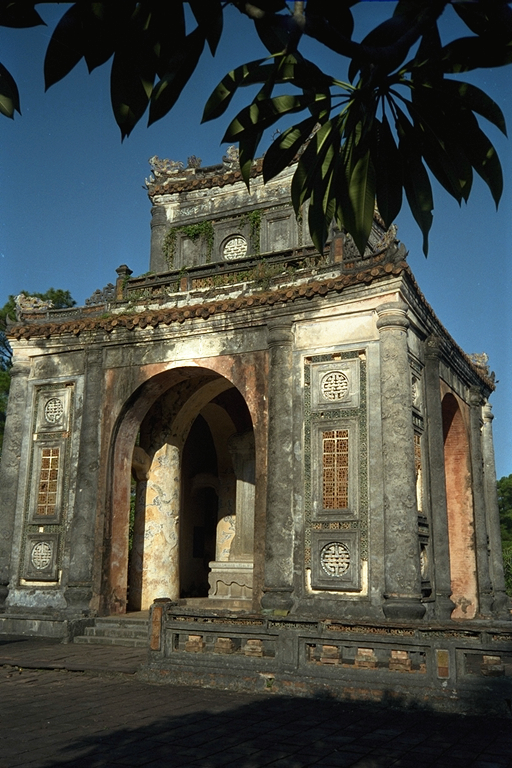
Tumba del emperador Tự Đức.
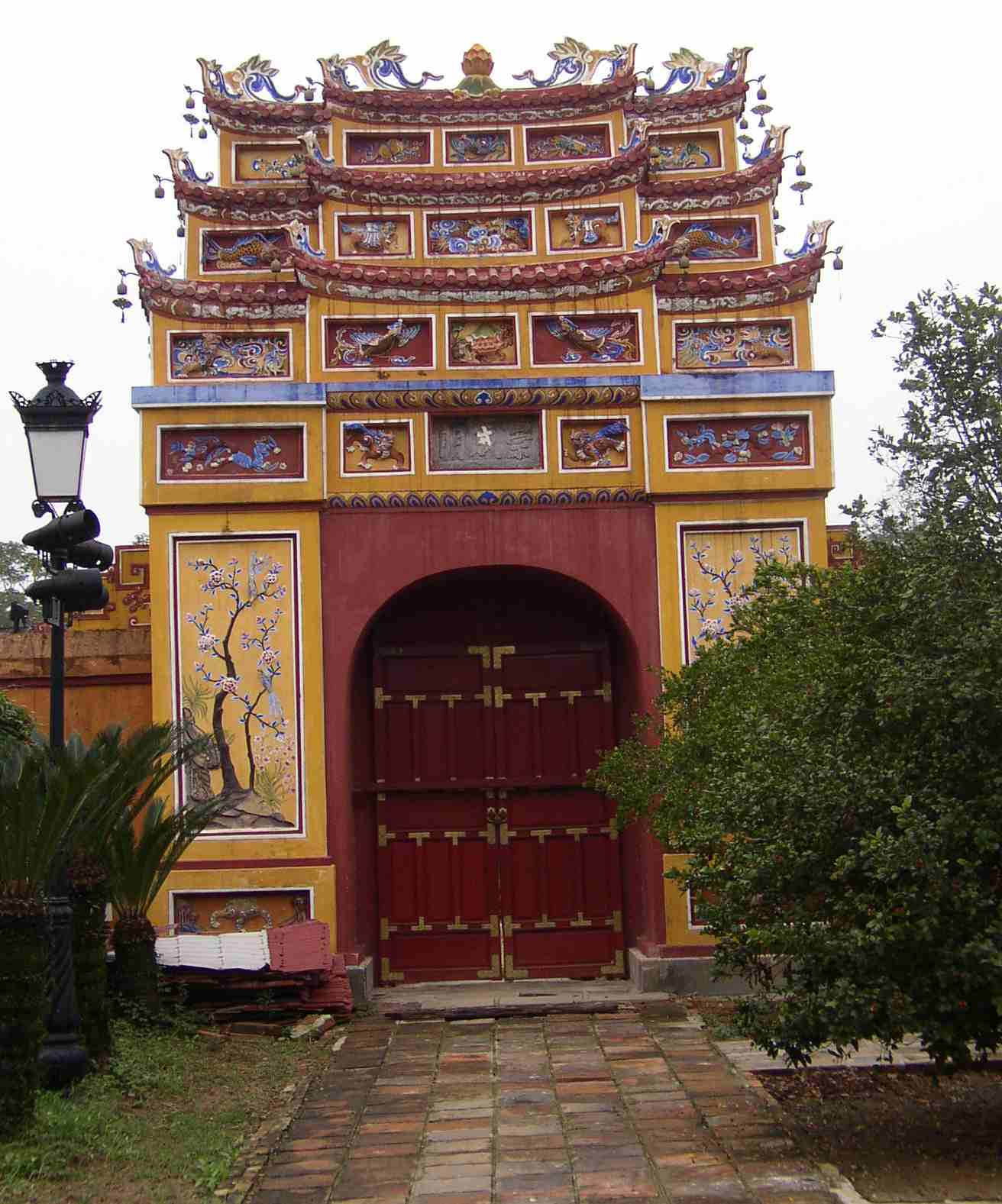
Templo
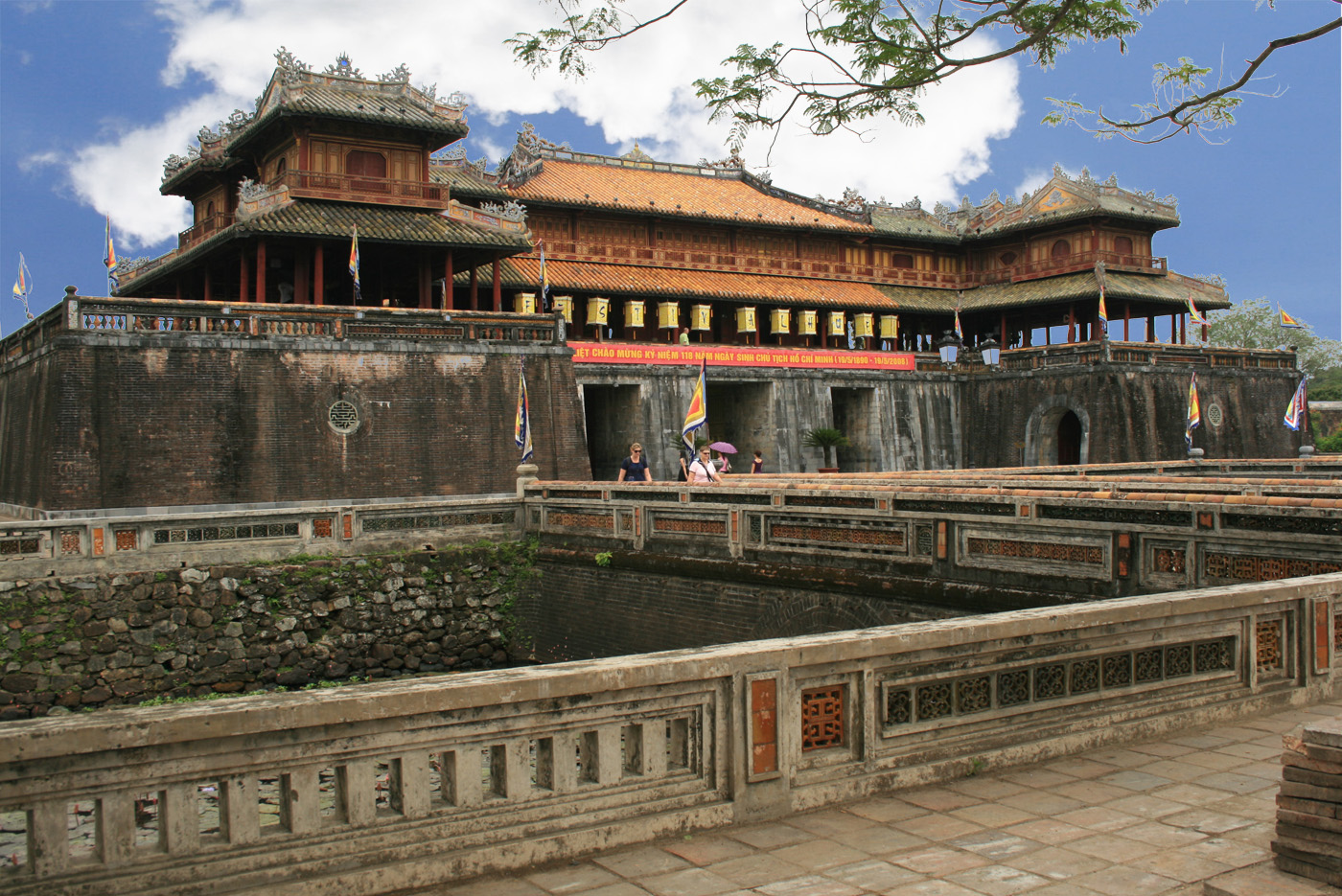
Entrada al palacio Gia Long
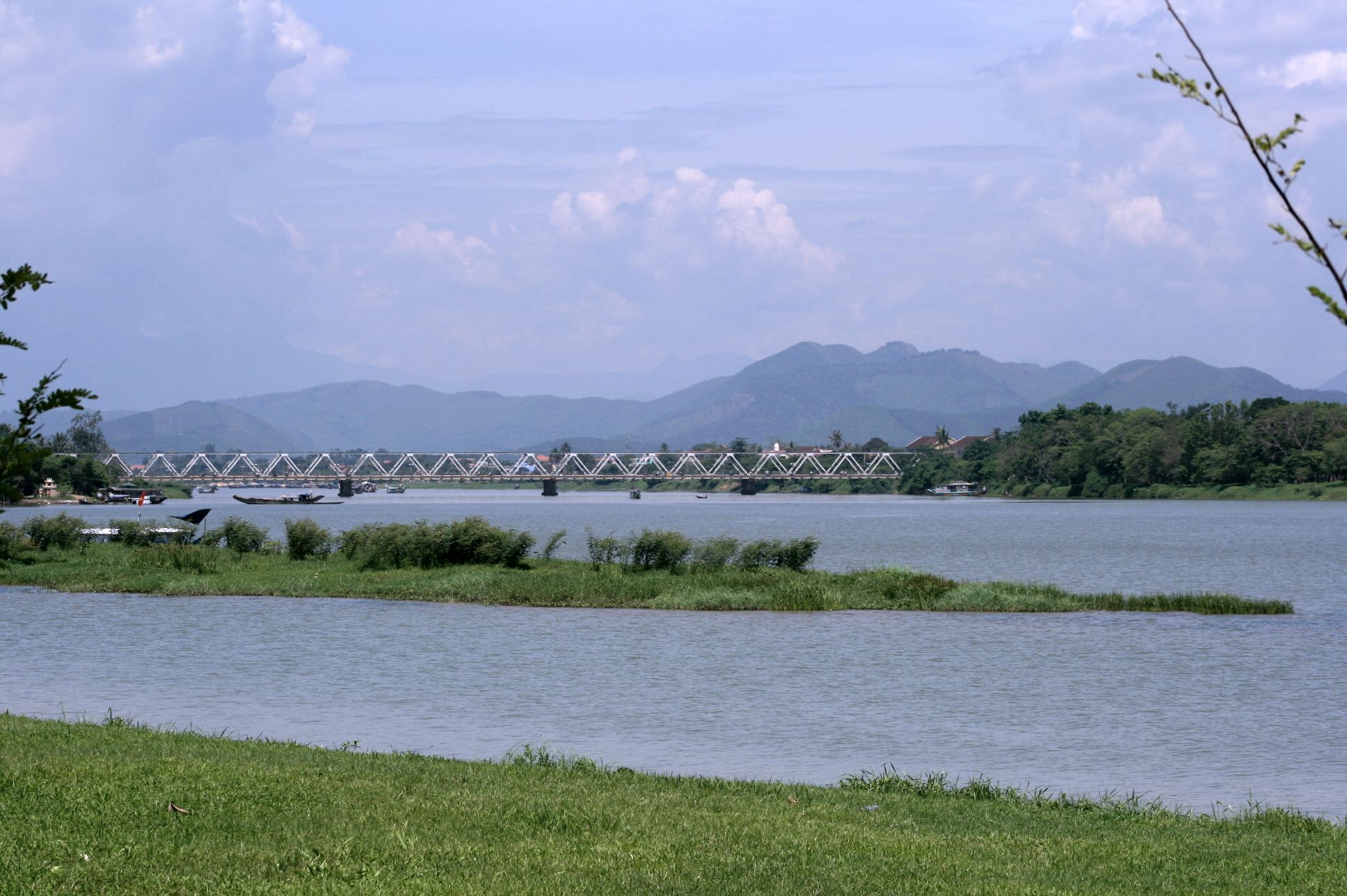
Río Perfume.

## Ciudades hermanadas
- New Haven, Estados Unidos
- Honolulu, Estados Unidos